# Christina Rosenvinge
Christina Rosenvinge Hepworth (Madrid, España, 29 de mayo de 1964) es una cantautora española de ascendencia danesa, vinculada a los géneros rock, pop e indie.
Inició su carrera musical en la adolescencia y ha formado parte de diversos grupos, como Ella y Los Neumáticos, Magia Blanca, Álex & Christina y Christina y Los Subterráneos. Tras una etapa de éxito comercial a finales de la década de 1980 y comienzos de los años 1990, ha desarrollado una trayectoria en solitario con un estilo introspectivo y experimental.

## Biografía

### Comienzos
Christina Rosenvinge nació en Madrid el 29 de mayo de 1964, de padres daneses (Hans Jørgen Christian Rosenvinge, fallecido en 1991, y Daphne Ankerstjerne Hepworth, mitad de ascendencia británica) que se trasladaron a España en los años cincuenta. 
Debutó como cantante en Ella y Los Neumáticos, grupo punk asociado a la movida madrileña a principios de los 80. Posteriormente, junto a Toti Árboles (también de Ella y Los Neumáticos) y Álex de la Nuez (exmiembro de Zombies) formaron Magia Blanca, un proyecto de electropop con influencias funk que publicó un Maxi-EP de 3 canciones. Tras la salida de Árboles, Rosenvinge y De La Nuez continuaron como Álex & Christina, adoptando un estilo pop con influencias francesas. Alcanzaron popularidad con el sencillo Chas y aparezco a tu lado, producido por Nacho Cano, lo que les permitió grabar dos álbumes antes de separarse a principios de los 90.

### Carrera en solitario
En 1991 inició su carrera en solitario bajo el nombre Christina y Los Subterráneos, aunque sin una formación fija de músicos. Su primer disco, Que me parta un rayo, con diez canciones escritas desde una perspectiva femenina, tuvo repercusión en países como Chile, Colombia, Perú, Bolivia, Argentina y Uruguay, además de España, donde obtuvo certificación de platino. 
Participó como artista invitada en festivales internacionales como el Festival Internacional de la Canción de Viña del Mar, en Chile.
En 1994 publicó Mi pequeño animal, un disco grabado en las afueras de París con producción de Steve Jordan y Niko Bolas, que marcó un giro hacia un sonido más personal.

### Etapa internacional
En 1994 entró en contacto con la escena alternativa de Nueva York a través de Lee Ranaldo (guitarrista de Sonic Youth). Esto dio lugar en 1997 al disco Cerrado, ya firmado en solitario, con músicos estadounidenses. En 1998 finalizó su contrato con Warner y comenzó a explorar un sonido más experimental. Entre 1999 y 2003 residió en Nueva York, donde grabó sus primeros temas en inglés.
Entre 1999 y 2006 desarrolló una etapa centrada en el mercado anglosajón, publicando tres álbumes en inglés: Frozen pool (2001, Smells Like Records), Foreign land (2002) y Continental 62 (2006). Durante este período actuó en salas underground neoyorquinas y festivales como All Tomorrow Parties en Los Ángeles.

### Trayectoria reciente

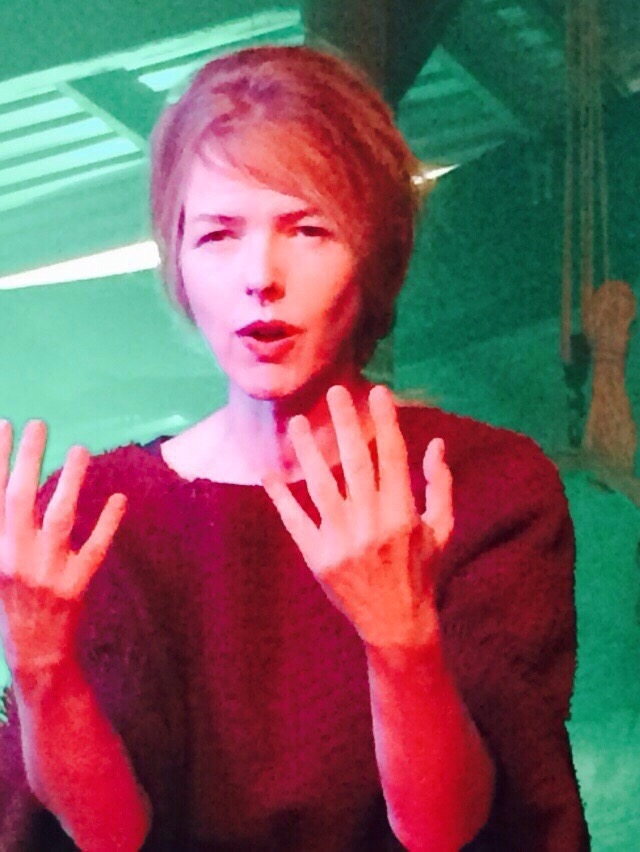
Rosenvinge rodando el videoclip de "La Tejedora"

En 2007 colaboró con Nacho Vegas en el EP Verano Fatal. Al año siguiente publicó Tu labio superior (WEA), un álbum en español que contó con la participación de Steve Shelley (Sonic Youth) y Chris Brokaw. El disco recibió críticas positivas en medios como Rockdelux.
En 2011 lanzó La Joven Dolores, con colaboraciones de Shelley, Benjamin Biolay y Georgia Hubley (Yo la Tengo). La revista Rolling Stone lo describió como "obra maestra". Ese mismo año se editó Un caso sin resolver, una caja recopilatoria de su trayectoria.
En 2015 publicó Lo nuestro con El Segell del Primavera Sound, coproducido por Raul Fernández Refree. El disco incluyó "La tejedora", inspirada en la escultura Maman de Louise Bourgeois. Ese año participó en un homenaje al Guernica en el Museo Reina Sofía.
En 2018 apareció Un hombre rubio, un álbum conceptual sobre la soledad masculina. Ese mismo año recibió el Premio Nacional de las Músicas Actuales, concedido por el Ministerio de Cultura español.
En 2019 participó en Rock al Parque en Bogotá y publicó el libro Debut. Cuadernos y canciones. Entre 2020 y 2022 desarrolló proyectos interdisciplinares, incluyendo la banda sonora de la película Karen y la composición para la obra teatral SAFO. En 2023 publicó Los Versos Sáficos, con versiones de las canciones creadas para la obra.

### Cine, teatro y TV
Presentó el programa musical FM2 en Televisión Española (1988-1989). Como actriz, participó en Todo es mentira (1994) y La pistola de mi hermano (1997). 
En 2021 protagonizó Karen, donde interpretó a Karen Blixen, y compuso la canción para la serie Maricón perdido. En 2022 estrenó Safo en el Festival Internacional de Teatro Clásico de Mérida, combinando actuación y música. En 2025 compuso la banda sonora de la película mexicana Hombres íntegros.

### Arte y literatura
Colaboró con Sophie Calle en la obra Prenez soin de vous (Bienal de Venecia 2007). Su libro Debut. Cuadernos y canciones (2019) recopila letras y ensayos sobre su proceso creativo.

### Activismo
Desde 2007 promueve el uso de la bicicleta como transporte urbano. En 2010 recibió el premio anual de "ConBici" a la movilidad sostenible.

## Vida personal
Christina Rosenvinge tiene dos hijos, Willem y Kay, fruto de su relación con el escritor y cineasta Ray Loriga.

## Premios y reconocimientos
- 2018 Premio MIN de la Asociación de la Música Independiente al Mejor Álbum de Pop por Un Hombre rubio
- 2018 Premio Nacional de las Músicas Actuales, otorgado por el Ministerio de Cultura y Deporte en reconocimiento a la potencia emocional de su obra.[3]
- En 2010 recibió el premio Conbici por su compromiso público con el transporte urbano sostenible.
- 1993 Premio Artista Revelación Radio 3

## Discografía

### Con grupos
- Ella y los neumáticos (1980) - Maqueta
- Magia Blanca (Maxi EP, 1985)
- Álex & Christina (1988)
- El ángel y el diablo (1989) - Con Álex & Christina
- Que me parta un rayo (1992) - Con Christina y Los Subterráneos
- Mi pequeño animal (1994) - Con Christina y Los Subterráneos
- San Sebastián (2011) - Con Fernando Milagros

### En solitario

#### Álbumes de estudio
- Cerrado (1997)
- Frozen pool (2001)
- Foreign land (2002)
- Continental 62 (2006)
- Verano fatal (2007) - Con Nacho Vegas
- Tu labio superior (2008)
- La joven Dolores (2011)
- Lo nuestro (2015)
- Un hombre rubio (2018)
- Los versos sáficos (2023)

#### EP
- Tu labio inferior (2008)
- Flores raras (versión acústica, 1998/2005)

#### Recopilatorios
- Alguien que cuide de mí - Grandes Éxitos ('92-'98) (2007)
- Un caso sin resolver (2011) - Caja recopilatoria

### Álbumes en vivo
- En vivo Madrid (1993) - Con Christina y Los Subterráneos

### Colaboraciones
- Sophie Calle ("Take Care of yourself")
- Luis Eduardo Aute ("Slowly")
- Joaquín Sabina ("Señorita")
- Two Dollar Guitar ("Green Room" ("White Ape")
- David Pajo Papa M ("Petals weep") ("Nickel song")
- Nacho Vegas ("Verano Fatal")
- Logan ("Ahora que sé lo que decir")
- Alex Anwandter ("Tengo una confesión")
- Pereza ("Madrid")
- Vetusta Morla ("Chicago")

## Filmografía
- Dragon Rapide (1986)
- Todo es mentira (1994)
- La pistola de mi hermano (1997)
- Karen (2021)

## Libros
- Debut. Cuadernos y canciones en la editorial Penguin Random House Grupo Editorial[4]